# Mário Fernandes
Pour les articles homonymes, voir Fernandes.
Mário Figueira Fernandes (en russe : Марио Фигейра Фернандес), né le 19 septembre 1990 à São Caetano do Sul au Brésil, est un footballeur brésilien naturalisé russe. D'une taille d'1,87 m, il peut jouer au poste d'arrière droit ou de milieu droit au Zénith Saint-Pétersbourg.
Il est, avec Igor Tchislenko (1962, 1966) et Denis Cheryshev (2018), le seul joueur russe à avoir inscrit un but en quart de finale de la Coupe du monde de football.

## Carrière

### En club

#### Au Grêmio (2009-2012)
Il est acheté en mars 2009 à son premier club, São Caetano, par Grêmio pour un montant d'environ 500 000 euros. Il y signe un contrat jusqu'en mars 2014.
Quelques jours après avoir signé dans son nouveau club, la police brésilienne est appelée pour se mettre à sa recherche après que celui-ci ait disparu. Il est retrouvé quelques jours plus tard dans l'état de São Paulo après avoir mystérieusement retiré de l'argent dans plusieurs grandes villes brésiliennes dont Londrina, Porto Alegre et Florianópolis. 
Le 28 juin 2009, il joue son premier match pro avec Grêmio contre le SC Recife. Le 25 septembre 2011, il inscrit le premier but de sa carrière, en ouvrant le score (0-1) lors d'un match à l'extérieur face à Avaí (1-2). Un mois plus tard, le 30 octobre 2011, lors d'un match à domicile contre Fluminense, il délivre deux passes décisives (pour André Lima et pour Douglas), permettant à son équipe, menée 2-0 par les champions du Brésil en titre, de finalement remporter la rencontre sur le score de 4 buts à 2. Ces belles performances, associés à ses redoutables qualités défensives, lui permettent d'être élu meilleur arrière droit du championnat brésilien en 2011. Ses prestations attirent ainsi les grands clubs européens. En avril 2012, il est recruté pour 15 M€ par le CSKA Moscou.

#### Au CSKA Moscou (depuis 2012)
Le 21 juillet 2012, il dispute son premier match avec le club moscovite,,. Deux semaines plus tard, le 4 août 2012, il délivre sa première passe décisive avec le club, pour le but de Keisuke Honda, lors de la défaite 1-3 à domicile face au Zénith de Saint-Pétersbourg.  
Une blessure au genou l'empêche de jouer lors des quatre premiers mois de la saison 2013-2014 (en).   
Il inscrit son premier but avec le club le 2 mars 2014, en ouvrant le score face au Sokol Saratov en huitième de finale de la Coupe de Russie 2013-2014.   
Pendant l'été 2015, il est un joueur clé du troisième tour de qualification de la Ligue des champions 2015-2016, au cours duquel le CSKA Moscou affronte l'AC Sparta Prague en aller-retour. Après un match nul (2-2) à domicile, il effectue une simulation de chute lors du match retour à l'extérieur, alors que les équipes sont au coude à coude (2-2) après soixante-quatre minute de jeu. L'arbitre Paolo Mazzoleni (en), berné, exclu alors Marek Matějovský. Réduits à dix pour les trente dernières minutes de la rencontre, les Rudí finiront par craquer à la 76e minute, permettant ainsi au CSKA Moscou d'accéder aux barrages face au Sporting Portugal. Le quotidien russe Kommersant qualifie son acte d'« importante pièce de théâtre ». Tandis que la presse tchèque déclare que la faute de Matějovský ne méritait certainement pas un carton rouge et que Fernandes manquait cruellement de fair-play.   
Mário Fernandes reçoit le seul carton rouge de sa carrière le 20 septembre 2015, pour une faute sur Rouslan Moukhametchine lors d'un match à l'extérieur face au Mordovia Saransk (4-6),. Ce match étant sans doute l'un des plus rocambolesques que les Armeytsy ont eu à livrer puisque, réduits à 10 et menés 3-0 à la mi-temps, ils ont su totalement renverser la situation en seconde période en inscrivant 6 buts en 38 minutes et en n'en concédant qu'un seul,.  
Le 29 juin 2017, il prolonge de cinq ans son contrat avec le club,.   
Le 27 juillet 2018, il remporte sa deuxième supercoupe de Russie avec le club, face au Lokomotiv Moscou. Il est impliqué dans le seul but de la rencontre (avant-dernier passeur), qui permettra au CSKA Moscou de s'imposer en prolongations.   
Le 31 juillet 2018, des rumeurs l'annoncent sur le départ, vers l'Espagne à l'Atlético Madrid ou à Villarreal.    

#### À l'Internacional (depuis 2022)
Après avoir mis une pause à sa carrière avec le CSKA Moscou le 18 mai 2022, il est prêté au SC International en décembre de la même année. 

### En sélection

#### Avec laSeleção(2011-2014)
En septembre 2011, le sélectionneur Mano Menezes le convoque avec la sélection brésilienne pour disputer le Superclásico de las Américas face à l'Argentine, il se rend au match aller à Buenos Aires, où il passe l'intégralité de la rencontre sur le banc,, mais refuse de se rendre au match retour à Belém, invoquant des problèmes personnels. Il ne fait pas partie de la liste des 23 joueurs sélectionnés par Luiz Felipe Scolari pour disputer la Coupe du monde 2014. Il honore sa seule sélection avec l'équipe du Brésil, lors d'un match amical contre le Japon (4-0),, où il entre sur le terrain pour disputer la seconde mi-temps, en remplacement de Danilo. Le 18 novembre 2014, il cire le banc de la Seleçao pour la dernière fois de sa carrière, lors d'un match amical contre l'Autriche,.   

#### Avec laSbornaïa(depuis 2016)
Le 13 juillet 2016, Fernandes reçoit la citoyenneté russe par un oukaze du président de la fédération de Russie Vladimir Poutine lui permettant alors d'être appelé pour représenter la sélection du pays dans lequel il évolue depuis 2012, n'ayant disputé aucun match sous le maillot brésilien en compétition officielle. 
Mário Fernandes fait sa première apparition sur le banc de la Sbornaïa, le 24 mars 2017 au Stade FK Krasnodar, lors d'un match amical contre la Côte d'Ivoire (défaite 0-2) au cours duquel il ne rentre pas,. Longtemps blessé au nez (ce qui le force à porter un masque lors de ses apparitions officielles avec le CSKA Moscou), il ne peut jouer de match pour sa patrie d'adoption avant le 7 octobre 2017, date à laquelle le sélectionneur russe Stanislav Tchertchessov le fait entrer sur le terrain à la 64e minute lors d'un match amical contre la Corée du Sud (victoire 4-2) dans son jardin de la VEB Arena (le stade du CSKA Moscou),. De nouveau blessé, cette fois-ci à la cuisse, il ne peut participer aux matchs de préparation face à son ancienne sélection nationale (défaite 0-3), le 23 mars,, et face à la France (défaite 1-3), le 27 mars,.  
Le 3 juin 2018, Stanislav Tchetchessov annonce qu'il fait partie de la liste des 23 joueurs retenus pour disputer la Coupe du Monde 2018 en terre russe. Il connaît sa première titularisation avec la Sbornaïa le 14 juin 2018 lors du match d'ouverture face à l'Arabie Saoudite (victoire 5-0), qu'il dispute dans son intégralité,. 5 jours plus tard, il est de nouveau titulaire face à l'Egypte (victoire 3-1), où il délivre une passe décisive (sa première en sélection) pour le deuxième but russe, inscrit par Denis Cheryshev,. Non-titulaire lors du dernier match de groupe, contre l'Uruguay, Tchertchessov lui préférant Igor Smolnikov, il fait finalement son entrée sur le terrain à la 38e minute (en remplacement de Cheryshev), juste après que celui-ci se soit fait exclure pour avoir reçu un deuxième carton jaune. Réduite à dix, la Russie perdra finalement la rencontre 3 buts à 0. Qualifiée pour une phase à élimination directe de Coupe du monde pour la première fois depuis la dislocation de l'Union Soviétique, la Russie bat l'Espagne en huitièmes de finale, grâce à une victoire aux tirs au but. Le 7 juillet 2018, la Russie affronte donc la Croatie (tombeuse du Danemark) en quarts de finale, au Stade Ficht de Sotchi. Devenu titulaire indiscutable au poste d'arrière droit, Fernandes prend part à l'intégralité de la rencontre, au cours de laquelle la Russie ouvre le score par Denis Cheryshev à la 31e minute, avant d'être égalisée quelques minutes plus tard par une tête d'Andrej Kramarić. Après une deuxième mi-temps vierge, le match part en prolongation. Une mésentente générale dans la défense russe, permet à la Croatie de prendre l'avantage à la 101e minute. Mário Fernandes, coupable sur ce deuxième but croate, se rattrape en seconde partie de prolongation, en envoyant,  le ballon dans les cages de Danijel Subašić, à la 115e minute, sur un coup franc tiré par son coéquipier en club et en sélection, Alan Dzagoïev. Troisième russe (après Smolov et Dzagoïev) à tirer un penalty lors de la séance de tirs au but, il ne parvient pas à cadrer sa frappe, faisant ainsi perdre la Russie aux portes des demi-finales (un nec plus ultra jamais atteint depuis 1966). Cependant, les bonnes performances de l’équipe russe (inespérées avant la compétition), qui réalise son meilleur parcours en Coupe du monde, lui valent d'être décoré par Vladimir Poutine. 
Le 13 septembre 2021, il annonce mettre un terme à sa carrière internationale avec l'équipe de Russie.  

## Statistiques

### Générales
| Saison                | Club                  | Championnat           | Championnat | Championnat | Coupe(s) nationale(s) | Coupe(s) nationale(s) | Compétition(s) continentale(s) | Compétition(s) continentale(s) | Compétition(s) continentale(s) | Championnat régional | Championnat régional | Total | Total |
| Saison                | Club                  | Division              | M.          | B.          | M.                    | B.                    | Comp.                          | M.                             | B.                             | M.                   | B.                   | M.    | B.    |
| 2009                  | Grêmio                | D1                    | 19          | 0           | -                     | -                     | -                              | -                              | -                              | -                    | -                    | 19    | 0     |
| 2010                  | Grêmio                | D1                    | 2           | 0           | 7                     | 0                     | -                              | -                              | -                              | 16                   | 1                    | 25    | 1     |
| 2011                  | Grêmio                | D1                    | 33          | 1           | -                     | -                     | CL                             | 3                              | 0                              | 12                   | 1                    | 48    | 2     |
| 2012                  | Grêmio                | D1                    | -           | -           | -                     | -                     | -                              | -                              | -                              | 5                    | 0                    | 5     | 0     |
| Sous-total            | Sous-total            | Sous-total            | 54          | 1           | 7                     | 0                     | -                              | 3                              | 0                              | 33                   | 2                    | 97    | 3     |
| 2012-2013             | CSKA Moscou           | D1                    | 28          | 0           | 3                     | 0                     | C3                             | 2                              | 0                              | -                    | -                    | 33    | 0     |
| 2013-2014             | CSKA Moscou           | D1                    | 12          | 0           | 3                     | 1                     | -                              | -                              | -                              | -                    | -                    | 15    | 1     |
| 2014-2015             | CSKA Moscou           | D1                    | 29          | 0           | 4                     | 0                     | C1                             | 6                              | 0                              | -                    | -                    | 39    | 0     |
| 2015-2016             | CSKA Moscou           | D1                    | 27          | 1           | 5                     | 0                     | C1                             | 9                              | 0                              | -                    | -                    | 41    | 1     |
| 2016-2017             | CSKA Moscou           | D1                    | 30          | 0           | 1                     | 0                     | C1                             | 5                              | 0                              | -                    | -                    | 36    | 0     |
| 2017-2018             | CSKA Moscou           | D1                    | 25          | 0           | -                     | -                     | C1+C3                          | 10+2                           | 0                              | -                    | -                    | 37    | 0     |
| 2018-2019             | CSKA Moscou           | D1                    | 28          | 1           | 1                     | 0                     | C1                             | 6                              | 0                              | -                    | -                    | 35    | 1     |
| 2019-2020             | CSKA Moscou           | D1                    | 29          | 3           | 1                     | 0                     | C3                             | 6                              | 0                              | -                    | -                    | 36    | 3     |
| 2020-2021             | CSKA Moscou           | D1                    | 23          | 1           | 2                     | 1                     | C3                             | 2                              | 0                              | -                    | -                    | 27    | 2     |
| 2021-2022             | CSKA Moscou           | D1                    | 28          | 3           | 2                     | 0                     | -                              | -                              | -                              | -                    | -                    | 30    | 3     |
| Sous-total            | Sous-total            | Sous-total            | 259         | 9           | 22                    | 2                     | -                              | 48                             | 0                              | -                    | -                    | 329   | 11    |
| Total sur la carrière | Total sur la carrière | Total sur la carrière | 313         | 10          | 29                    | 2                     | -                              | 51                             | 0                              | 33                   | 2                    | 426   | 14    |

### Buts internationaux
| 0   | Date             | Lieu                                         | Compétition                                         | Résultat        | Adversaire | Détail | Détail        | Détail | Sél. |
| --- | ---------------- | -------------------------------------------- | --------------------------------------------------- | --------------- | ---------- | ------ | ------------- | ------ | ---- |
| 1er | 7 juillet 2018   | Stade olympique Ficht, Adler, Russie         | Quart de finale de la Coupe du monde 2018           | N 2-2 3-4 t.a.b | Croatie    | 115e   | de la tête    | 2-2    | 10e  |
| 2e  | 9 septembre 2019 | Arena Baltika, Kaliningrad, Russie           | Éliminatoires Euro 2020                             | V 1-0           | Kazakhstan | 89e    | de la tête    | 1-0    | 20e  |
| 3e  | 6 septembre 2020 | Puskás Aréna, Budapest, Hongrie              | Premier tour de la Ligue des nations UEFA 2020-2021 | V 2-3           | Hongrie    | 46e    | du pied droit | 0-3    | 24e  |
| 4e  | 24 mars 2021     | Ta' Qali Stadium, Ħ'Attard, Malte            | Éliminatoires Coupe du monde 2022                   | V 1-3           | Malte      | 35e    | du pied droit | 0-2    | 26e  |
| 5e  | 30 mars 2021     | Stade Antona-Malatinského, Trnava, Slovaquie | Éliminatoires Coupe du monde 2022                   | P 2-1           | Slovaquie  | 71e    | du pied droit | 1-1    | 28e  |

## Palmarès

### En club
| Grêmio - Championnat Gaúcho - Champion en 2010 (en). - Coupe Frontière de la paix (en) - Vainqueur en 2010. - Coupe Piratini (pt) - Vainqueur en 2011. |  | CSKA Moscou - Championnat de Russie - Champion en 2013, 2014 et 2016. - Coupe de Russie - Vainqueur en 2013. - Supercoupe de Russie - Vainqueur en 2014 et 2018. |

### En sélection
| Brésil - Superclásico de las Américas - Vainqueur en 2014 (en). |  | Russie - Coupe du Monde - Quart de finaliste en 2018. |

### Distinctions personnelles
- Membre de l'équipe-type du championnat Gaúcho en 2010 (en).
- Meilleur arrière droit du championnat du Brésil en 2011.
- Meilleur arrière droit du championnat de Russie en 2014, 2015, 2017, 2019, 2021 et 2022.
- Meilleur joueur du CSKA Moscou en 2019 (élu par les fans)[39].

## Vie privée
Son père est un entraîneur de futsal et il a commencé sa carrière dans ce sport lorsque son oncle, Sergio, l'a emmener voir son cousin jouer. De nature timide, il avait peur de jouer, mais son oncle ayant senti un potentiel chez lui, ainsi que chez son frère Jonatas, le convaincu de jouer pour le SERC Santa Maria, un club de sa ville natale. 
Après la signature de son premier contrat professionnel qui le força à déménager, il eût beaucoup de mal à s'adapter à sa nouvelle vie et sombra dans la dépression. Il se réfugia alors chez son oncle, et la police le retrouva à plus de 1 100 kilomètres de Porto Alegre, épuisé et affamé. Dans une interview ultérieure, il déclarera : « Je voulais simplement rentrer chez moi, alors je suis parti quelques jours. Pourquoi n'ai-je rien dit au club ? Pour être honnête, je ne veux pas vraiment parler de ce sujet. Mais je vais dire une chose : ce n’est pas drôle ». Il cita cependant le cas de Jesús Navas  en exemple, pour évoquer le mal du pays dont peuvent être victimes les footballeurs en début de carrière. À la suite de cet épisode, Mário fut hospitalisé pendant une trentaine de jours et suivit une psychothérapie pour guérir de sa dépression, afin qu'elle n'impacte pas ses performances sportives.